# بنائية (فلسفة التربية)

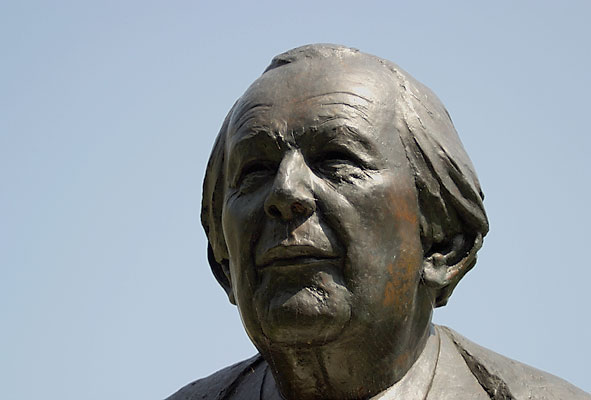
قام جان بياجيه ببناء نظرية التطور المعرفي، والتي تصف كيفية تمثيل الأطفال للعالم والتفكير فيه.

البنائية في التربية نظريةٌ تُشير إلى أن المتعلمين لا يكتسبون المعرفة بشكلٍ سلبيٍّ من خلال التعليم المباشر، بل يبنون فهمهم من خلال التجارب والتفاعل الاجتماعي، مُدمجين المعلومات الجديدة مع معارفهم الموجودة. تنبع هذه النظرية من نظرية عالم النفس التنموي السويسري جان بياجيه في التطور المعرفي.

## الخلفية
تتجذر البنائية في التربية في نظرية المعرفة، وهي نظرية تُعنى بالتصنيفات المنطقية للمعرفة ومبرراتها. تُقر هذه النظرية بأن المتعلمين يحملون معارف وخبرات سابقة تُشكلها بيئتهم الاجتماعية والثقافية، وأن التعلم عملية يقوم فيها الطلاب "ببناء" المعرفة بناءً على تجاربهم. بينما تُركز السلوكية على فهم ما يفعله الطلاب، تُشدد البنائية على أهمية فهم ما يفكر فيه الطلاب وكيفية إثراء تفكيرهم.
يمكن أن تُعزى البنائية في علم النفس التربوي إلى أعمال جان بياجيه (1896-1980) ونظريته في التطور المعرفي. ركّز بياجيه على كيفية صنع البشر للمعنى من خلال دمج التجارب مع الأفكار، مُشددًا على أن التطور البشري مُختلف عن التأثيرات الخارجية. كما أكد ليف فيغوتسكي (1896-1934)، وهو شخصية مؤثرة أخرى، على أهمية التعلم الاجتماعي والثقافي في نظريته عن البنائية الاجتماعية، مُسلطًا الضوء على كيفية مساهمة التفاعلات مع البالغين والأقران والأدوات المعرفية في تشكيل المفاهيم العقلية. بناءً على أعمال فيغوتسكي، قدّم جيروم برونر وعلماء نفس تربويون آخرون مفهوم "السقالة التعليمية"، حيث تُوفّر بيئة التعلّم دعمًا يزول تدريجيًا مع استيعاب المتعلمين للمعرفة.
تشمل الآراء التي تُركّز على التطور البشري في المجال الاجتماعي المنظور الاجتماعي الثقافي أو الاجتماعي-التاريخي لليف فيغوتسكي، ومنظورات الإدراك المكاني لميخائيل باختين وجان لاف وإتيان وينغر. بالإضافة إلى أعمال براون وكولينز ودوجيد، بالإضافة إلى نيومان وغريفين وكول، وباربرا روجوف.
أثّر مفهوم البنائية على عدد من التخصصات، بما في ذلك علم النفس وعلم الاجتماع والتربية وتاريخ العلوم. في مراحلها الأولى، ركّزت البنائية على العلاقة بين التجارب الإنسانية وردود أفعالها أو أنماط سلوكها. أشار بياجيه إلى أنظمة المعرفة هذه باسم "المخططات".
أثّرت نظرية بياجيه في التعلم البنائي بشكل كبير على نظريات التعلم وأساليب التدريس في التعليم. وتُعدّ مفهومًا أساسيًا في حركات إصلاح التعليم في مجال العلوم المعرفية وعلم الأعصاب.

## نظرة عامة
يُنسب عادةً إضفاء الطابع الرسمي على البنائية من منظور إنساني إلى جان بياجيه. وصف بياجيه الآليات التي تتفاعل من خلالها المعلومات من البيئة والأفكار من الفرد لتشكيل هياكل داخلية يطورها المتعلمون. وحدد عمليتي الاستيعاب والتكيف كعاملين أساسيين في هذا التفاعل، حيث يبني الأفراد معارف جديدة من تجاربهم.
عندما يستوعب الأفراد معلومات جديدة، فإنهم يدمجونها في إطارهم الحالي دون تغييره. يمكن أن يحدث هذا عندما تتوافق تجاربهم مع رؤيتهم الداخلية للعالم، ولكنه قد يحدث أيضًا إذا فشلوا في تحديث فهم خاطئ. التكيف هو عملية تعديل تصور الفرد الذهني للعالم الخارجي ليتناسب مع التجارب الجديدة. يمكن فهمه على أنه الآلية التي يؤدي بها الفشل إلى التعلم.
من المهم ملاحظة أن البنائية ليست أسلوبًا تربويًا محددًا، بل هي نظرية تشرح كيفية حدوث التعلم، بغض النظر عن بيئة التعلم. ومع ذلك، غالبًا ما ترتبط البنائية بالمناهج التربوية التي تعزز التعلم النشط، أو التعلم بالممارسة. في حين أن هناك الكثير من الحماس للبنائية كاستراتيجية تصميم، يعتقد بعض الخبراء أنها إطار فلسفي أكثر من كونها نظرية يمكنها وصف التعليم بدقة أو تحديد استراتيجيات التصميم.:4

## قائمة البنائيين البارزين
ومن بين الكتاب الذين أثروا على البنائية:
- جون ديوي (1859–1952)
- ماريا مونتيسوري (1870–1952)
- فلاديسلاف سترزيمينسكي (1893–1952)
- جان بياجيه (1896–1980)
- ليف فيغوتسكي (1896–1934)
- هاينز فون فورستر (1911–2002)
- جورج كيلي (1905–1967)
- جيروم برونر (1915–2016)
- هيربرت سيمون (1916–2001)
- بول واتزلاويك (1921–2007)
- إرنست فون غلاسيرسفيلد (1917–2010)
- إدغار موران (مواليد 1921)
- هامبرتو ماتورانا (1928–2021)
- باولو فريري (1921–1997)